# ويد مكينون
ويد مكينون (بالإنجليزية: Wade McKinnon)‏ هو لاعب دوري الرغبي نيوزيلندي، ولد في 12 فبراير 1981 في سيدني في أستراليا.